# Политический консультативный совет при Президенте СССР
Политический консультативный совет при Президенте СССР — совещательный орган при Президенте СССР в сентябре — декабре 1991 года.
Образован распоряжением Президента СССР от 21 сентября 1991 года № РП-2611 . Прекратил деятельность после отставки Президента СССР 25 декабря 1991 г.

## Состав
Распоряжением Президента СССР от 25 сентября 1991 г. членами совета утверждены:
1. Бакатин Вадим Викторович (председатель КГБ СССР)
2. Велихов Евгений Павлович (вице-президент Академии наук СССР)
3. Петраков Николай Яковлевич (директор Института проблем рынка АН СССР)
4. Попов Гавриил Харитонович (мэр Москвы)
5. Рыжов Юрий Алексеевич (народный депутат СССР)
6. Собчак Анатолий Александрович (мэр Санкт-Петербурга)
7. Шеварднадзе Эдуард Амвросиевич (с 19 ноября 1991 министр внешних сношений СССР)
8. Яковлев Александр Николаевич (бывший советник Президента СССР)
9. Яковлев Егор Владимирович (председатель Гостелерадио СССР)

2 октября 1991 г. членом совета утвержден Заместитель Руководителя Комитета по оперативному управлению народным хозяйством СССР (де-факто вице-премьер) Явлинский Григорий Алексеевич.
19 ноября 1991 г. членом совета утверждён Чрезвычайный и Полномочный Посол СССР в Великобритании Панкин Борис Дмитриевич.

## Деятельность
2 декабря 1991 года Совет обсуждал вопрос заключения Союзного договора и высказался за незамедлительное заключение такого договора. На заседании было отмечено, что ошибки в этом вопросе будут иметь самые негативные последствия.